# スーパースポーツ300世界選手権
スーパースポーツ300世界選手権（スーパースポーツ300せかいせんしゅけん、Supersport 300 World Championship、略称:WSSP300）は、モーターサイクルによるモータースポーツ。国際モーターサイクリズム連盟（FIM）が主催する、4ストロークの1・2気筒エンジン搭載の市販車を改造したオートバイで競うロードレースの世界選手権大会。ヨーロッパラウンドのみの開催で、スーパーバイク世界選手権に併催されている。

## 概要
2016年までスーパーバイクの将来のスターライダーを育成する目的で行われていたヨーロピアン・ジュニア・カップ（EJC）に代わるカテゴリーとして、「全ライダーが同じ条件の下勝利を目指し、スーパーバイクへの階段を登ること」を目的に、2017年に誕生した。「世界選手権」という名称ではあるが、前身のEJCと同様にヨーロッパのみでの開催で、スーパーバイク世界選手権やスーパースポーツ世界選手権と併催される。
2024年の参戦メーカーはカワサキとヤマハ、KTM、KOVE MOTOである。2019年まではホンダも参戦していた。しかし重大な事故が相次いだ事と、SSPとの性能差が激しくSSP300卒業生がSSPのシートを獲得し辛い事から、2025年で開催を終了し、SSPとの性能差を縮めた新たなエントリーレースへ移行されることが決まっている。

## 歴史
2017年
4月2日、シリーズ開幕戦がモーターランド・アラゴンで開催され、37人のライダーが参戦、スコット・デルーがシリーズ最初の優勝ライダーとなった。
9月17日には、アウトードロモ・インテルナシオナル・ド・アルガルヴェで開催された第7戦ポルトガルでFIMが主催する世界選手権で、アナ・カラスコが女性初優勝を果たした。
レギュラーライダー35人が参戦した選手権は、全戦ワイルドカード参戦のマルク・ガルシア・フェランディスがアルフォンソ・コッポラを1ポイント差で下し、初代世界チャンピオンとなった。
2018年
アナ・カラスコが唯一1位を2回獲得（表彰台もこの2回のみ）、8戦中4戦で表彰台に上った（2位3回、3位1回）ミカ・ペレス・アルミニャーナを1ポイント差で下し、バイクレース史上初の女性の世界チャンピオンとなった。
2019年
レギュラーライダーが前年の36人から50人に増加したことを受け、FIMは練習走行とスーパーポール（予選）を2つのグループに分割した。これに伴い、スーパーポールの2グループを総合してタイムの速い順に上位30人が日曜日に行われる決勝にストレートインし、残るライダーは、この年から設けられた土曜日午後に行われる「ラストチャンスレース」に参加、6位までに入れば決勝に進出、7位以下は予選落ちというレギュレーションに変更された。
選手権は、マヌエル・ゴンサレス・シモンが9戦中6戦で表彰台に上がり（1位3回、2位3回）、世界チャンピオンとなった。
また、この年から唯一の日本人ライダーとして岡谷雄太が参戦している。日本人がこのカテゴリーに参戦するのはこれが初となる。
2020年
新型コロナウイルスの流行により、カレンダーは当初予定されていたものから大幅に変更、ラウンドは10から7に減少した。また土曜日に決勝を1つ加えたことで全ラウンドが2レース制となったため、イベントのタイムテーブルも改訂された。
9月20日、カタロニア・サーキットで開催された第5戦スペインで、岡谷雄太が日本人初の優勝を果たした。
レギュラーライダーが55人と前年から更に増加した選手権は、オランダ人ライダーのジェフリー・ブイスが14レース中8レースで表彰台に上がり（1位4回、2位3回、3位1回）、初めてスペイン人以外のライダーが世界チャンピオンとなった。
2021年
この年から、練習走行とスーパーポールの2グループ制を取り止め、3年振りに1つに統合、ラストチャンスレースは廃止となる。決勝は2レース制を維持する。
42人のレギュラーライダーによって争われた選手権は、エイドリアン・ウエルタス・デル・オルモが16レース中8レースで表彰台に上がり（1位6回、2位1回、3位1回）、世界チャンピオンとなった。
マーベリック・ビニャーレスとイサック・ビニャーレスのいとこであるディーン・ベルタ・ビニャーレスが、ヘレス・サーキットで行われた第7戦スペインの決勝レース1で発生した多重クラッシュにより死亡した。
2022年
アルバロ・ディアス・セブリアンが16レース中11レースで表彰台に上がり（1位2回、2位7回、3位2回）、世界チャンピオンとなった。
この年ランキング2位となったフィクトル・ステーマンが、アウトードロモ・インテルナシオナル・ド・アルガルヴェで行われた最終戦アルガルヴェの決勝レース1で発生した多重クラッシュにより死亡した 。

## レギュレーション
「スーパースポーツ300」という名称であるが、300ccのマシンしか走れないというわけではなく、FIMがバイクのモデルごとに最低重量や最大回転数（rpm）を規定している。また、参戦するライダーは15歳以上の者でなければならない。
2018年からFIMが課した規定は以下の通り。
| メーカー | 車種        | 気筒数 | 最低重量（kg） | 最大回転数（rpm） |
| -------- | ----------- | ------ | -------------- | ----------------- |
| KTM      | RC 390 R    | 単気筒 | 136            | 10,450            |
| ヤマハ   | YZF-R3      | 2気筒  | 140            | 13,000            |
| カワサキ | ニンジャ400 | 2気筒  | 150            | 10,850            |
| ホンダ   | CBR500R     | 2気筒  | 143            | 11,200            |

## 歴代チャンピオン
| 年   | ライダーズ・チャンピオン               | ライダーズ・チャンピオン | ライダーズ・チャンピオン | ライダーズ・チャンピオン   | マニファクチャラーズ・チャンピオン | マニファクチャラーズ・チャンピオン |
| 年   | ライダー                               | ポイント                 | マシン                   | 所属チーム                 | マニュファクチャラー               | ポイント                           |
| ---- | -------------------------------------- | ------------------------ | ------------------------ | -------------------------- | ---------------------------------- | ---------------------------------- |
| 2017 | マルク・ガルシア・フェランディス       | 139                      | YZF-R3                   | Halcourier Racing          | ヤマハ                             | 196                                |
| 2018 | アナ・カラスコ                         | 93                       | ニンジャ400              | DSジュニアチーム           | カワサキ                           | 176                                |
| 2019 | マヌエル・ゴンサレス・シモン           | 161                      | ニンジャ400              | Kawasaki ParkinGO Team     | カワサキ                           | 216                                |
| 2020 | ジェフリー・ブイス                     | 220                      | ニンジャ400              | MTMカワサキ・モトポート    | カワサキ                           | 335                                |
| 2021 | エイドリアン・ウエルタス・デル・オルモ | 255                      | ニンジャ400              | MTMカワサキ                | カワサキ                           | 381                                |
| 2022 | アルバロ・ディアス・セブリアン         | 259                      | YZF-R3                   | ARCO MotoR University Team | ヤマハ                             | 344                                |
| 2023 | ジェフリー・ブイス                     | 207                      | ニンジャ400              | MTMカワサキ・モトポート    | カワサキ                           | 316                                |
| 2024 | アルディ・サティア・マヘンドラ         | 221                      | YZF-R3                   | チームBrCorse              | カワサキ                           | 332                                |